# Menelaos (Hohepriester)

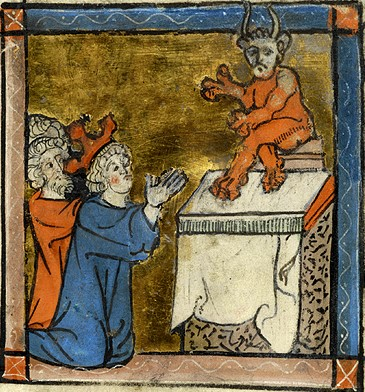
Antiochos IV. (hinter ihm Menelaos) betet vor einem gehörnten Idol im Jerusalemer Tempel; 1300–1310; Morgan Library & Museum

Menelaos (hebräisch מנלאוס, altgriechisch Μενέλαος, lateinisch Menelaus) war ein Jerusalemer Hohepriester von etwa 172–170 v. Chr. bis etwa 163–161 v. Chr. zur Zeit der Seleukidenherrschaft.
Er war Hohepriester am Zweiten Tempel Jerusalems zu Beginn des Makkabäeraufstands, für dessen Ausbruch er durch seine skandalträchtige Amtsführung im Verbund mit dem seleukidischen König Antiochos IV. und der Hellenisierung des Tempels mitverantwortlich war.

## Gekaufte Ernennung zum Hohepriester im Spannungsfeld zweier Priesterfamilien
Menelaos wird in der Bibel, ausschließlich im 2. Buch der Makkabäer, 18-mal erwähnt. Er wird zunächst als Dienstbote seines Vorgängers Jason im Amt des Hohepriesters und als Bruder des Tempelschatzverwalters Simeon eingeführt, beide als zum Stamm Benjamin gehörend (2 Makk 4,23 ). Über diesen Simeon wird berichtet, dass er Onias III. bei Antiochos IV. denunzierte und den König mit dem Tempelschatz lockte (2 Makk 3,4–6 ).
Nach Flavius Josephus hatte Menelaos ursprünglich auch den Namen Onias. Im Gegensatz zu der im 2. Buch der Makkabäer genannten Verwandtschaftsbeziehung ist Menelaos nach Flavius Josephus ein Bruder von Jason und Onias III. Eine mögliche Auflösung dieses Widerspruchs gibt die Interpretation, dass Menelaos der Schwiegersohn von Simon II. war, d. h. seine Frau eine Schwester von Onias III. und Jason war. Diese und weitere Diffenzen zwischen dem 2. Buch der Makkabäer und antiken Quellen, insbesondere von Flavius Josephus, wurden in der Literatur mehrfach diskutiert.
Die Vorgänger von Menelaos im Amt des Hohepriesters waren Simon II. sowie dessen Söhne Onias III. und Jason (Josua, Jesus) aus der Priesterfamilie der Oniaden. Während die Amtsführung von Simon II. und Onias III. als ehrenwert gelobt wird (Sir 50,1–21  bzw. 2 Makk 3,1 ), werden ihre Nachfolger Jason und Menelaos getadelt, sowohl wegen ihrer Amtsführung als auch, weil sie ihre Ämter beim König durch Bestechung gekauft hatten. Jason erschlich beim König Antiochos IV. mit 440 Talenten Silber das Hohepriesteramt und führte Elemente griechischer Kultur in den jüdischen Kult ein (2 Makk 4,7–8 ). Menelaos, der von der konkurrierenden Priesterfamilie der Tobiaden unterstützt wurde, überbot Jasons Gebot um dreihundert Talente Silber, brachte so das Amt des Hohepriesters an sich und beendete so die dreijährige Amtszeit von Jason (2 Makk 4,24 ).
Antiochos IV. war für diese Bestechungen empfänglich, weil er in finanziellen Nöten war, einerseits wegen der Reparationszahlungen an das Römische Reich sowie wegen der Kriege mit dem ptolemäischen Ägypten (u. a. Sechster Syrischer Krieg) und andererseits wegen seiner großzügigen Schenkungen an griechische Städte und Heiligtümer, wie den Bau des Zeus-Tempels in Athen.

## Förderung der hellenistischen Kultur und Plünderung des Tempelschatzes
Die Ablösung des für fromme Juden ehrenwerten Hohepriesters Onias III. durch Jason geschah vor dem Hintergrund der allgemeinen Bestrebungen nach hellenistischer Bildung. Antiochos IV. gab Jason und Menelaos das Recht, Jerusalem zu hellenisieren, d. h. ein Gymnasion zu bauen und die Stadt zu einer Polis nach griechischem Vorbild zu machen (2 Makk 4,7–10 ,1 Makk 1,14–64 ). Die erste Tat des Menelaos war die Beschlagnahme der heiligen Gefäße im Tempelschatz, um die eingegangenen finanziellen Verpflichtungen zu erfüllen (2 Makk 4,32 ). Lysimachos, der Bruder des Menelaos, entwendete mit dessen Wissen mehrmals Geld aus dem Tempelschatz (2 Makk 4,39 ).
Um einer Strafe für seine Vergehen zu entgehen, organisierte Menelaos Intrigen, die zur Ermordung des abgesetzten Hohepriesters Onias III. sowie von Lysimachos führten (2 Makk 4,34–42 ). Über den Tod von Onias III. existieren verschiedene Überlieferungen. Nach 2 Makk 4,34–35  wurde Onias durch den Hohepriester Menelaos ermordet, da er scharf gegen dessen Ausraubung des Tempels protestierte. Flavius Josephus dagegen berichtet, dass Onias nach Ägypten floh und in Leontopolis einen neuen Tempel gründete.
Von Menelaos wird berichtet, dass er sich seinen Mitbürgern gegenüber herrisch aufführte und die jüdischen Bürger hasste (2 Makk 5,23 ). Er erhob vor dem König eine Anklage gegen die Einwohner Jerusalems, sie seien Parteigänger der Ägypter. Diese Anschuldigung führte zur Hinrichtung mehrerer unschuldiger Juden (2 Makk 4,47 ). Menelaos hingegen blieb aufgrund der Habgier der Mächtigen im Amt. Seine Bosheit nahm immer mehr zu und er wurde zum Feind seiner Mitbürger (2 Makk 4,50 ).

## Verlust des Hohepriesteramtes und Tod
Während des zweiten Feldzugs gegen Ägypten kam das Gerücht auf, dass König Antiochos IV. gestorben sei. Dies veranlasste den vormaligen Hohepriester Jason zum Krieg gegen Jerusalem, um seine alte Stellung als Hohepriester gewaltsam zurückzuerlangen. In der Folge dieses Bürgerkrieges musste Menelaos in die Burg von Jerusalem fliehen. Es kam zum Gegenangriff, in dessen Folge Jason fliehen musste und König Antiochos IV., unterstützt von Menelaos, in das Allerheiligste des Tempels eindrang und damit den Tempel schändete (2 Makk 5,5–15 ). Schließlich weihte er den Tempel anstatt dem Gott Israels JHWH dem griechischen Gott Zeus und provozierte so den Aufstand der Makkabäer (2 Makk 6,2 ). Das Hohepriesteramt des Menelaos verlor damit seine theologische Bedeutung.
Antiochos IV. setzte neben dem Hohenpriester Menelaos den Nichtjuden Philippos als Befehlshaber in Jerusalem ein, womit das Hohepriesteramt an politischem Einfluss verlor (2 Makk 5,22–23 ). Im Rahmen der Friedensverhandlungen am Ende der ersten Phase des Makkabäer-Aufstands wollte der König den Hohepriester Menelaos als Wortführer nutzen, der das jüdische Volk beruhigen sollte (2 Makk 11,27-32 ). Die Befriedung gelang jedoch nicht.  Menelaos verlor das Hohepriesteramt durch den Friedensschluss zwischen dem General Lysias und Judas Makkabäus. Alkimos wurde zum Nachfolger von Menelaos im Amt des Hohepriesters ernannt (1 Makk 7,5-25 , 1 Makk 9,1-57 ).
Nach dem Tod des Königs Antiochos IV. im Jahr 164 v. Chr. überzeugte Lysias als Vormund den noch unmündigen Nachfolger Antiochos V., dass Menelaos alles Unheil zu verantworten habe. Obgleich Menelaos heuchlerisch auf Antiochos V. einredete, wurde Menelaos in Beröa auf Befehl des Königs Antiochos V. hingerichtet (2 Makk 13,1–7 ).